# Agrotis obscurina
Agrotis obscurina är en fjärilsart som beskrevs av Emilio Berio 1936. Agrotis obscurina ingår i släktet Agrotis och familjen nattflyn. Inga underarter finns listade i Catalogue of Life.